# The Big Red One
The Big Red One é um filme estadunidense do gênero guerra, escrito e dirigido por Samuel Fuller. Uma produção da Lorimar, distribuído pela United Artists no território americano (atualmente o filme pertence à Warner Brothers). A ação do filme se concentra nas batalhas de um pelotão americano em solo europeu, liderado por um veterano sargento.
O título original refere-se à 1ª Divisão de Infantaria dos Estados Unidos, fundada em 1917, e a sua insígnia, representada por um grande número 1 vermelho (The Big Red One)
Uma versão restaurada foi exibida e premiada no Festival de Cannes de 2004, sete anos após a morte do diretor.

## Elenco principal
- Lee Marvin...Sargento.
- Mark Hamill...Soldado Griff do Primeiro Pelotão
- Robert Carradine...Soldado Zab do Primeiro Pelotão / Narrador
- Bobby Di Cicco...Soldado Vinci do Primeiro Pelotão
- Kelly Ward...Soldado Johnson do Primeiro Pelotão
- Siegfried Rauch...Schroeder

## Sinopse
A história começa com um episódio da I Guerra Mundial, quando um sargento ataca soldados alemães. Ao retornar vitorioso para a sua base, o sargento fica sabendo que a guerra acabara e que os alemães estavam querendo se render. Ele percebe então a diferença entre matar na guerra e assassinar, o que será um dos temas frequentes do filme.
A história dá um salto e volta para o mesmo sargento, agora na II Guerra Mundial. Ele lidera um pelotão que chega na Sicília (Itália), vindos do norte da África. Depois o mesmo pelotão desembarca na chamada Praia de Omaha, um dos codinomes dos pontos de desembarque na Invasão do Dia D. O pelotão atravessa a Europa e libera o campo de concentração de Falkenau (parte do campo de Flossenbürg na Tchecoslováquia).